# Kurutati
Kurutati es una aldea ubicada en el Departamento de Santa Cruz, Bolivia. Teniendo alrededor de 90 habitantes, se encuentra situada al noroeste de Kuruguakua. Aunque de posible toponimia guaraní, no existe documentación disponible sobre el origen de su nombre.